# Рокош

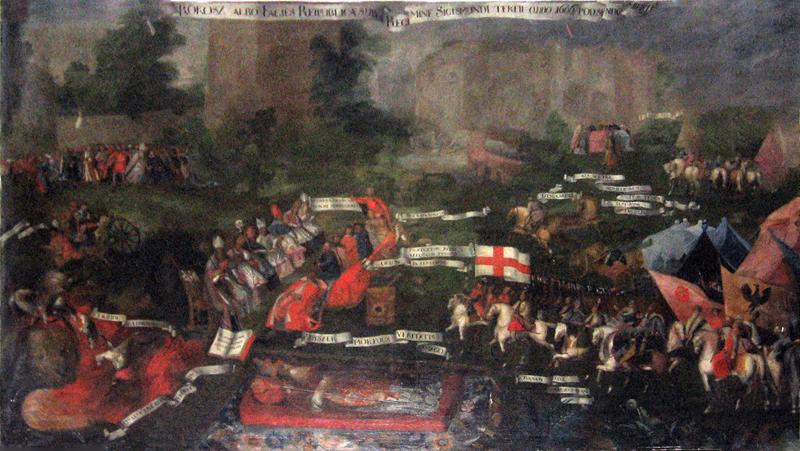
«Сандомирский рокош». Картина неизвестного художника XVII века.

Ро́кош (пол. rokosz, буквально — бунт, мятеж) — официальное восстание против короля, на которое имела право шляхта во имя защиты своих прав и свобод.
В Толковом словаре живого великорусского языка Владимира Даля указано что Ро́кош (м. стар.) — мятеж, крамола, измена, а Ро́кошник (м.) — бунтовщик, крамольник, возмутитель.

## История
Изначально это съезд всей польской шляхты (а не только депутатов) на сейм. Это слово пришло в польский из Венгрии, где аналогичное собрание происходило на поле Ракош (Rákos). Знать Речи Посполитой, собиравшаяся на рокош, формировала шляхетскую конфедерацию, направленную против короля.
Право на рокош как на бунт против короля происходило от средневекового права сопротивляться королевской власти. Юридической основой права шляхты на рокош было право на отказ в послушании королю (non praestanda oboedientia), зафиксированное в так называемых «Мельниковском привилее» (23 октября 1501 года), «Генриковых артикулах» 1573 года и Pacta conventa (подписываемых при избрании каждым королём, начиная с Генриха Валуа).
Одними из наиболее крупных рокошей были «петушиная война» (1537 год) и рокош под руководством Миколая Зебжидовского против Сигизмунда III Вазы в 1606—1607 годах (иначе «Сандомирский рокош»).